# Садовников, Дмитрий Николаевич
Дми́трий Никола́евич Садо́вников (25 апреля (7 мая) 1847, Симбирск — 19 (31) декабря 1883, Санкт-Петербург) — русский поэт, фольклорист и этнограф.
Один из немногих известных поэтов российской поэзии 1870-х годов (Мирский считает после Некрасова «достойным упоминания» лишь Садовникова).

## Биография
Дмитрий Садовников родился 25 апреля (7 мая) 1847 года в городе Симбирске в образованной, но не зажиточной дворянской семье. Отец, Николай Александрович, окончил Петербургский Педагогический институт, работал домашним учителем у симбирских помещиков. Николай Александрович был женат на симбирской дворянке Татьяне Ивановне Полянской. Дмитрий рано выучился читать, в 1864 году он поступил сразу в четвёртый класс Симбирской мужской гимназии. С 8 лет начал писать стихи, пробовать себя в переводах.
В 1867 году, не закончив полного гимназического курса, Дмитрий переехал в Москву, где поступил на службу к богатому купцу учителем и переводчиком с английского языка, вместе с ним путешествовал по России и за границей. После этого Садовников вернулся в Симбирск, где устроился учителем в семье помещика.
Составитель наиболее полного и наилучшего в научном отношении сборника «Загадки русского народа» (Санкт-Петербург, 1876). Опубликовал записи фольклора Поволжья в работе «Сказки и предания Самарского края» («Записки Императорского Русского географического общества», 1884, т. XII).
Автор сочинений «Русская земля, Жегули и Усолье на Волге», набросок путём-дорогой («Беседа», 1872, № 11 и 12), «Подвиги русских людей» («Грамотей», 1873, № 1, 2, 3, 8, 11 и 12), «Из летней поездки по Волге» («Век», 1883, кн. I) и множество мелких статей, этнографических рассказов и стихотворных переводов.
Автор книг для народных школ и училищ «Наши землепроходцы» (рассказы о заселении Сибири; Москва, 1874, 2 изд., 1897), «Языческие сны русского народа» (1882) и других.
Стихом владел хорошо. Обыкновенные его псевдонимы — Д. Волжанин и Жанрист. Стихотворения Садовникова, навеянные фольклором о Степане Разине, стали широко известными народными песнями «Из-за острова на стрежень» и «По посаду городскому».
Дмитрий Садовников умер 19 (31) декабря 1883 года после недолгой болезни, скончался в клинике профессора Боткина в Петербурге, похоронен на Новодевичьем монастырском кладбище.

## Семья
В 1871 году женился на Варваре Ивановне Лазаревой. В 1877 году остался вдовцом с тремя малолетними детьми. С этого времени и до конца жизни преимущественно жил в Петербурге, каждый год, летом, приезжая в Симбирск к детям, которые были оставлены на попечение тётки Ю. И. Полянской.

## Сочинения
- Загадки русского народа : Сб. загадок, вопросов, притч и задач / Сост. Д. Садовников. — Санкт-Петербург : тип. Н. А. Лебедева, 1875. — [4], VI, [2], 332 с.
- Сказки и предания Самарского края. — СПб., 1884 — 404 с.
- Наши землепроходцы: рассказы о заселении Сибири (1581—1712 гг.) / Д. Садовников. — Изд. 2-е. — Москва : Типо-литография Высочайше утв. Т-ва «И. Н. Кушнерев и К», 1898. — 198 с.
- Ермак Тимофеевич — покоритель Сибири : Ист. рассказ для школ. и нар. чтения / Д. Садовников. — Москва : В. Д. Карчагин, 1902. — 49 с.
- «На старой Волге» : Песни и легенды Дмитрия Николаевича Садовникова. — Симбирск : типо-лит. А. Т. Токарева, 1906. — 92 с.
- Подвиги русских в Сибири : Ерофей Хабаров и Семён Дежнёв : (Рассказы о завоевании и заселении Сибири) / Д. Садовников. — Москва : В. Д. Карчагин, 1906. — 62 с.
- Песни Волги / Д. Н. Садовников. — Санкт-Петербург : В. С. Терновский, [1913]. — 339 с.
- Певец Волги Д. Н. Садовников. Избр. произведения и записи. [Сост. В. Ю. Крупянская], Куйбышев, 1940.
- Загадки русского народа. [Вступ. ст. В. П. Аникина], М., изд. МГУ, 1959.
- Из-за острова на стрежень. М., Детгиз, 1963.
- Избранные произведения. Саратов, 1989.
- Сказки и предания Самарского края. Собраны и записаны Садовниковым Д. Н. — Иваново: Издательство «Роща», 2019. ISBN 978-5-604203-32-3.